# Catopuma
Catopuma Severtzov, 1858 è un genere di felini asiatici che comprende due specie:
- Catopuma badia Gray, 1874 - gatto baio o gatto dorato del Borneo
- Catopuma temminckii Severtzov, 1858 - gatto dorato asiatico o gatto dorato di Temminck